# 1982 FIFAワールドカップ・予選
1982 FIFAワールドカップ 地区予選は、109のナショナルチームがエントリーした。
本大会に出場できるのは従来の16チームから24チームに増やされ、開催国のスペインと前回優勝国のアルゼンチンは予選を免除された。

## 出場枠
|               | 欧州 | 南米 | 北中米カリブ海 | アフリカ | アジア・大洋州 | 開催国 | 前回優勝国 | 合計 |
| 本大会 出場枠 | 13   | 3    | 2              | 2        | 2              | 1      | 1          | 24   |

## 予選の方式
グループが大陸別に組まれて、各地区で上位のチームが本大会へ出場できる。それぞれグループの予選方法は以下の通りである。
ヨーロッパ予選
33チームが参加。全7組。ホームアンドアウェー方式の2回戦総当たりリーグ戦。グループ1-6は5チームの編成で、各組上位2チームが本大会出場。グループ7は3チームの編成で、1位が本大会出場。
グループ1：西ドイツ、オーストリア、ブルガリア、アルバニア、フィンランド
グループ2：ベルギー、フランス、アイルランド、オランダ、キプロス
グループ3：ソビエト連邦、チェコスロバキア、ウェールズ、アイスランド、トルコ
グループ4：ハンガリー、イングランド、ルーマニア、スイス、ノルウェー
グループ5：ユーゴスラビア、イタリア、デンマーク、ギリシャ、ルクセンブルク
グループ6：スコットランド、北アイルランド、スウェーデン、ポルトガル、イスラエル
グループ7：ポーランド、東ドイツ、マルタ
グループ1-6の各組上位2チーム、及びグループ7で1位のポーランドの13チームが本大会出場決定。
南米予選
9チームが参加。3チームずつ、全3組によるホームアンドアウェー方式の2回戦総当たりリーグ戦。各グループ1位の3チームが本大会出場。
グループ1：ブラジル、ボリビア、ベネズエラ
グループ2：ペルー、ウルグアイ、コロンビア
グループ3：チリ、エクアドル、パラグアイ
各組の1位チームが本大会出場決定。
北中米カリブ海予選
1981年開催の第8回CONCACAF選手権の優勝・準優勝チームにワールドカップ出場権を与え、同選手権の予選がワールドカップ予選の1次ラウンド、同選手権の本大会がワールドカップ予選の最終ラウンドを兼ねる。
15チームが参加。1次ラウンドは北米・中米・カリブ海の各ゾーン2位以内の6チームが最終ラウンドに進出（CONCACAF選手権本大会に出場）。
北米ゾーンは3チーム、中米ゾーンは5チームがホームアンドアウェー方式の2回戦総当たりリーグ戦。カリブ海ゾーンは予備予選を行った上で、6チームが2組に分かれてのホームアンドアウェー方式。
最終ラウンドは1回戦総当たり制のリーグ戦。上位2チームが本大会に出場。
1次ラウンド（CONCACAF選手権予選が兼ねる）
北米ゾーン：カナダ、メキシコ、アメリカ
中米ゾーン：ホンジュラス、エルサルバドル、グアテマラ、コスタリカ、パナマ
カリブ海ゾーン
グループA：キューバ、スリナム、ガイアナ、※グレナダ
グループB：ハイチ、トリニダード・トバゴ、オランダ領アンティル
※のグレナダは予備予選で敗退。
最終ラウンド（CONCACAF選手権本大会が兼ねる）：ホンジュラス、エルサルバドル、メキシコ、カナダ、キューバ、ハイチ
1位のホンジュラス（CONCACAF選手権優勝）と2位のエルサルバドル（同準優勝）が本大会出場決定。
アフリカ予選
29チームが参加。各組内の2チームがホームアンドアウェー方式で対戦し、いずれも各組の勝者が次のラウンドに進出するトーナメント方式。1次ラウンドは24チームが全12組、2次ラウンドは1次ラウンドシードの4チームを加えた16チームが全8組、3次ラウンドは8チームが全4組に分かれて対戦。最終ラウンドは4チームが2組に分かれ、勝者が本大会出場。
1次ラウンド：セネガル－モロッコ、ザイール－モザンビーク、カメルーン－マラウィ、ギニア－レソト、ナイジェリア－チュニジア、リビア－ガンビア、ザンビア－エチオピア、ニジェール－ソマリア、アルジェリア－シエラレオネ、タンザニア－ケニア、エジプト－×ガーナ、マダガスカル－×ウガンダ
スーダン、リベリア、トーゴ、ジンバブエはシードにより2次ラウンド進出。
2次ラウンド：アルジェリア－スーダン、ニジェール－トーゴ、ギニア－リベリア、カメルーン－ジンバブエ、モロッコ－ザンビア、ナイジェリア－タンザニア、ザイール－マダガスカル、エジプト－×リビア
3次ラウンド：アルジェリア－ニジェール、ナイジェリア－ギニア、モロッコ－エジプト、カメルーン－ザイール
それぞれ左側のチームが次のラウンドに進出。×は棄権による同ラウンド敗退。
最終ラウンド：アルジェリア－ナイジェリア、カメルーン－モロッコ
最終ラウンド勝者のナイジェリアとカメルーンが本大会出場決定。
アジア・オセアニア予選
20チームが参加。
1次ラウンドは全4組。グループ1は5チームによるホームアンドアウェー方式の2回戦総当たりリーグ戦。グループ2とグループ3は4チームによるセントラル方式の1回戦総当たりリーグ戦。グループ4はセントラル方式で開催され、6チームを2組に分けたグループリーグで4チームに絞り、その後のトーナメント方式。各組とも1位チームが最終ラウンド進出。最終ラウンドは4チームによるホームアンドアウェー方式の2回戦総当たりリーグ戦。
1次ラウンド
グループ1：ニュージーランド、オーストラリア、インドネシア、チャイニーズタイペイ、フィジー
グループ2：サウジアラビア、イラク、カタール、バーレーン、シリア
グループ3：クウェート、韓国、マレーシア、タイ
グループ4：中国、北朝鮮、香港、日本、シンガポール、マカオ
それぞれ一番左側のチームが最終ラウンドに進出。
最終ラウンド：クウェート、ニュージーランド、中国、サウジアラビア
1位のクウェートが本大会出場決定。ニュージーランドと中国は勝ち点・得失点差で2位に並び、中立地における1試合のプレーオフを実施。
プレーオフ：ニュージーランド－中国
勝者のニュージーランドが本大会出場決定。

## 出場国
| 大陸連盟 | 出場 枠数 | 予選大会   | 組 予選順位 | 組 予選順位 | 出場国・地域     | 出場回数         |
| -------- | --------- | ---------- | ----------- | ----------- | ---------------- | ---------------- |
| UEFA     | 1+13      | 開催国     | 開催国      | 開催国      | スペイン         | 2大会連続6回目   |
| UEFA     | 1+13      | 欧州予選   | 1組         | 1位         | 西ドイツ         | 8大会連続10回目  |
| UEFA     | 1+13      | 欧州予選   | 1組         | 2位         | オーストリア     | 2大会連続5回目   |
| UEFA     | 1+13      | 欧州予選   | 2組         | 1位         | ベルギー         | 3大会ぶり6回目   |
| UEFA     | 1+13      | 欧州予選   | 2組         | 2位         | フランス         | 2大会連続8回目   |
| UEFA     | 1+13      | 欧州予選   | 3組         | 1位         | ソビエト連邦     | 3大会ぶり5回目   |
| UEFA     | 1+13      | 欧州予選   | 3組         | 2位         | チェコ           | 3大会ぶり7回目   |
| UEFA     | 1+13      | 欧州予選   | 4組         | 1位         | ハンガリー       | 2大会連続8回目   |
| UEFA     | 1+13      | 欧州予選   | 4組         | 2位         | イングランド     | 3大会ぶり7回目   |
| UEFA     | 1+13      | 欧州予選   | 5組         | 1位         | ユーゴスラビア   | 2大会ぶり7回目   |
| UEFA     | 1+13      | 欧州予選   | 5組         | 2位         | イタリア         | 6大会連続10回目  |
| UEFA     | 1+13      | 欧州予選   | 6組         | 1位         | スコットランド   | 3大会連続5回目   |
| UEFA     | 1+13      | 欧州予選   | 6組         | 2位         | 北アイルランド   | 6大会ぶり2回目   |
| UEFA     | 1+13      | 欧州予選   | 7組         | 1位         | ポーランド       | 3大会連続4回目   |
| CONMEBOL | 1+3       | 前回優勝国 | 前回優勝国  | 前回優勝国  | アルゼンチン     | 3大会連続8回目   |
| CONMEBOL | 1+3       | 最終予選   | 1組         | 1位         | ブラジル         | 12大会連続12回目 |
| CONMEBOL | 1+3       | 最終予選   | 2組         | 1位         | ペルー           | 2大会連続4回目   |
| CONMEBOL | 1+3       | 最終予選   | 3組         | 1位         | チリ             | 2大会ぶり6回目   |
| CONCACAF | 2         | 最終予選   | 1位         | 1位         | ホンジュラス     | 初出場           |
| CONCACAF | 2         | 最終予選   | 2位         | 2位         | エルサルバドル   | 3大会ぶり2回目   |
| CAF      | 2         | 最終予選   |             |             | アルジェリア     | 初出場           |
| CAF      | 2         | 最終予選   |             |             | カメルーン       | 初出場           |
| AFC/OFC  | 2         | 最終予選   | 1位         | 1位         | クウェート       | 初出場           |
| AFC/OFC  | 2         | 最終予選   | 2位         | 2位         | ニュージーランド | 初出場           |